# Хребет-Уральський
Хребе́т-Ура́льський (рос. Хребет-Уральский) — селище у складі Кушвинського міського округу Свердловської області.
Населення — 21 особа (2010, 37 у 2002).
Національний склад станом на 2002 рік: росіяни — 89 %.